# The Hunger Games: Húng nhại – Phần 1
The Hunger Games: Húng nhại – Phần 1 (tựa gốc tiếng Anh: The Hunger Games: Mockingjay – Part 1) là một bộ phim chiến tranh khoa học viễn tưởng năm 2014 của đạo diễn Francis Lawrence với phần kịch bản được viết bởi Peter Craig và Danny Strong. Đây là phần đầu tiên trong hai phần phim dựa trên cuốn tiểu thuyết Húng nhại, cuốn sách cuối cùng trong bộ ba tiểu thuyết Đấu trường sinh tử, sáng tác bởi Suzanne Collins và là bộ phim thứ ba trong loạt phim The Hunger Games, sản xuất bởi Nina Jacobson, Jon Kilik và phát hành bởi hãng phim Lions Gate Entertainment. Bộ phim có sự tham gia của Jennifer Lawrence, Josh Hutcherson, Liam Hemsworth, Woody Harrelson, Elizabeth Banks, Julianne Moore, Philip Seymour Hoffman, Jeffrey Wright, Stanley Tucci, và Donald Sutherland. Đây là phần tiếp sau của The Hunger Games: Bắt lửa và được theo sau bởi phần cuối cùng, The Hunger Games: Húng nhại – Phần 2.
Bộ phim tiếp tục với câu chuyện của Katniss Everdeen; đã sống sót qua hai kỳ Đấu trường Sinh tử, Katniss nhận ra rằng cô đang ở trong Quận 13. Dưới sự lãnh đạo của Thống đốc Coin cùng với những lời khuyên từ những người bạn mà cô tin tưởng, Katniss bất đắc dĩ trở thành biểu tượng của cuộc nổi dậy chống lại Capitol và chiến đấu để giải cứu cho Peeta. Việc quay phim cho cả hai phần phim bắt đầu vào ngày 23 tháng 9 năm 2013 tại Atlanta, trước khi rời sang Paris trong hai tuần để thực hiện một số cảnh quay khác, và chính thức kết thúc vào ngày 20 tháng 6 năm 2014 tại Berlin.
Húng nhại – Phần 1 được phát hành vào ngày 19 tháng 11 năm 2014 tại Brazil, ngày 20 tháng 11 năm 2014 tại Malaysia, Liên hiệp Anh, Hy Lạp, Indonesia và Việt Nam, ngày 21 tháng 11 năm 2014 tại Mỹ, ngày 28 tháng 11 năm 2014 tại Ấn Độ, và vào ngày 8 tháng 2 năm 2015 tại Trung Quốc. Bộ phim nằm trong danh sách dự đoán về các phim điện ảnh hay nhất năm 2014 của Fandango. Cũng giống như các bộ phim liền trước, Húng nhại – Phần 1 là một thành công lớn về mặt thương mại với doanh thu ngày đầu ra mắt đạt 55 triệu USD, trở thành bộ phim có doanh thu ngày đầu cao nhất trong năm 2014. Bộ phim vươn lên vị trí quán quân trong tuần đầu tiên công chiếu, thu về tổng cộng $121.9 triệu USD, là doanh thu tuần đầu cao nhất trong năm 2014, đánh dấu loạt phim The Hunger Games là nhượng quyền thương mại duy nhất có ba bộ phim đạt doanh thu vượt mức 100 triệu USD chỉ trong vòng một tuần. Tới ngày 18 tháng 2 năm 2015, bộ phim đã thu về tổng cộng hơn $752 triệu USD trên toàn thế giới.
Húng nhại – Phần 1 nhận được nhiều ý kiến tích cực từ các nhà phê bình, họ đánh giá cao về diễn xuất vững chắc và thông điệp chính trị của bộ phim, nhưng đồng thời cũng chú ý về sự thiếu thốn về các pha hành động cũng như phê bình việc chia cuốn tiểu thuyết làm hai phần phim. Bộ phim đã nhận được hai đề cử Giải chọn lựa của các nhà phê bình phim với hạng mục Nữ diễn viên xuất sắc nhất trong phim hành động cho Lawrence và Bài hát hay nhất cho "Yellow Flicker Beat". Bài hát này ngoài ra cũng nhận được đề cử Ca khúc trong phim hay nhất tại Giải Quả cầu vàng lần thứ 72.

## Nội dung
Sau khi được giải cứu khỏi sự sụp đổ của Đấu trường Sinh tử lần thứ 75, Katniss Everdeen, cùng với những người chiến thắng, Beetee và Finnick Odair, đã được mang đến Quận 13, một quận kín bị chia cắt hoàn toàn khỏi Panem vốn là mũi nhọn của cuộc nổi loạn, nơi cô được đoàn tụ cùng với mẹ và em gái của cô, Prim. Trong quá trình phục hồi sức khỏe, cô đã được giới thiệu với Thống đốc Alma Coin, người dẫn đầu cuộc khởi nghĩa, và biết rằng hành động của cô ở trong đấu trường đã lan truyền những cuộc nổi loạn và đình công nhằm chống lại Capitol. Coin mong muốn cô trở thành "Húng nhại"—biểu tượng của cuộc khởi nghĩa—một phần trong chiến lược của họ. Katniss thẳng thừng từ chối, tức giận nhắc lại việc họ đã bỏ lại Peeta Mellark, người đóng giả người yêu và cũng là vật tế đồng hành với cô từ Quận 12, tại đấu trường. Theo lời gợi ý của Plutarch Heavensbee, cô đã được mang tới đống đổ nát của Quận 12, vốn được san bằng bởi một chiến dịch đánh bom của Capitol (trừ những ngôi nhà trong Làng Chiến thắng). Sau khi tận mắt chứng kiến Peeta được Capitol sử dụng để dập tắt cuộc nổi loạn qua mạng lưới truyền hình, Katniss bất đắc dĩ thay đổi suy nghĩ của cô và đồng ý trở thành Húng nhại của Coin, với điều kiện Peeta và những người chiến thắng khác sẽ được giải cứu một cách sớm nhất và được miễn mọi tội trạng, đồng thời em gái cô, Prim, được phép giữ lại con mèo.

## Diễn viên
- Jennifer Lawrence trong vai Katniss Everdeen
- Josh Hutcherson trong vai Peeta Mellark
- Liam Hemsworth trong vai Gale Hawthorne
- Elizabeth Banks trong vai Effie Trinket
- Philip Seymour Hoffman trong vai Plutarch Heavensbee
- Julianne Moore trong vai Thống đốc Alma Coin[9]
- Donald Sutherland trong vai Tổng thống Coriolanus Snow
- Natalie Dormer trong vai Cressida[10]
- Sam Claflin trong vai Finnick Odair
- Jena Malone trong vai Johanna Mason

Thêm vào đó, Stanley Tucci, Willow Shields, Jeffrey Wright, và Paula Malcomson đều quay trở lại với vai diễn trước đó của họ, lần lượt là Caesar Flickerman, Primrose Everdeen, Beetee Latier, và Bà Everdeen. Stef Dawson thủ vai Annie Cresta (sau khi có một vai diễn khách mời trong Bắt lửa), bạn gái của Finnick từ Quận 4, người trước đó đã bị Capitol bắt. Evan Ross đóng vai Messalla, phụ tá đạo diễn của Cressida. Patina Miller thủ vai Commander Paylor, người dẫn đầu cuộc nổi loạn ở Quận 8. Mahershala Ali vào vai Boggs, cánh tay phải của Coin, trong khi Wes Chatham đóng vai Castor và Elden Henson đóng vai em trai của anh, Pollux, một Avox, vốn là một người đã bị Capitol cắt lưỡi. Robert Knepper thủ vai Antonius, một nhân vật không xuất hiện trong cuốn sách mà chỉ là bổ sung cho phần chuyển thể.

## Sản xuất

### Tiền sản xuất
Vào ngày 10 tháng 7 năm 2012, Lionsgate công bố rằng bộ phim thứ ba và cũng là bộ phim cuối cùng trong loạt phim, Húng nhại, sẽ được chia ra làm hai phần. The Hunger Games: Húng nhại – Phần 1 được phát hành vào ngày 21 tháng 11 năm 2014 và The Hunger Games: Húng nhại – Phần 2 được phát hành vào ngày 20 tháng 11 năm 2015. Nhiều đạo diễn, trong đó có Rian Johnson, Francis Lawrence và Alfonso Cuarón được cho là sẽ đảm nhận phần công việc này. Ngày 1 tháng 11 năm 2012, Lawrence, đạo diễn bộ phim Bắt lửa, thông báo rằng anh sẽ trở lại với công việc đạo diễn cho cả hai phần phim cuối cùng của loạt phim.
Ngày 6 tháng 12 năm 2012, Danny Strong thông báo rằng anh sẽ viết kịch bản cho phần phim thứ ba và thứ tư. Vào ngày 15 tháng 2 năm 2013, Lionsgate xác nhận kịch bản cho Part 1 được viết bởi Strong, đồng thời cho phép anh viết tiếp Part 2. Sau đó vào tháng 8, Hemsworth thông báo rằng việc quay phim sẽ bắt đầu vào tháng 9 năm 2013.
Công việc sản xuất bộ phim được bắt đầu vào ngày 16 tháng 9 năm 2013 tại Boston, Atlanta, và Los Angeles. Vào ngày 13 tháng 11 năm 2013, Nina Jacobson tiết lộ rằng Peter Craig cũng được thuê để viết cho phần chuyển thể.

### Tuyển diễn viên
Ngày 26 tháng 8 năm 2013, nữ diễn viên Stef Dawson được xác nhận rằng sẽ tham gia dàn diễn viên và sẽ thủ vai Annie Cresta. Lionsgate cũng công bố vào ngày 13 tháng 9 năm 2013 rằng Julianne Moore đã tham gia vào dàn diễn viên cho cả hai phần phim Húng nhại với vai Thống đốc Alma Coin. Trong suốt tháng kế tiếp, Patina Miller, Mahershala Ali, Wes Chatham, và Elden Henson lần lượt tham gia bộ phim với các vai diễn Commander Paylor, Boggs, Castor, và Pollux, theo Lionsgate công bố. Có thêm một buổi tuyển diễn viên khác vào ngày 23 tháng 9 năm 2013. Robert Knepper được chọn cho vai diễn Antonius, một nhân vật không xuất hiện trong cuốn sách mà chỉ là bổ sung cho phần chuyển thể. Knepper cũng tiết lộ rằng trong buổi thử vai anh không hề biết gì về vai diễn mình được nhận, anh nói "họ [Lionsgate] khá kín đáo về chuyện này."

### Quay phim
Công việc quay phim được bắt đầu vào ngày 23 tháng 9 năm 2013 tại Atlanta và kết thúc vào ngày 20 tháng 6 năm 2014 tại Berlin, với Part 1 được quay đồng thời với Part 2. Vào giữa tháng 10, đoàn làm phim được tìm thấy đang tiến hành quay bộ phim tại Rockmart, Georgia. Đoàn làm phim và dàn diễn viên tạm ngưng việc quay phim để quảng bá cho The Hunger Games: Bắt lửa một thời gian và tiếp tục quay tiếp vào ngày 2 tháng 12 năm 2013. Vào ngày 14 tháng 12 năm 2013 việc quay phim diễn ra tại Marriott Marquis tại Atlanta. Ngày 18 tháng 12, việc quay phim bắt đầu ở Caldwell Tanks tại Newnan, Georgia.
Philip Seymour Hoffman, người đóng vai Plutarch Heavensbee trong bộ phim, qua đời vào ngày 2 tháng 2 năm 2014 tại New York. Lionsgate ban hành một thông báo tiết lộ rằng Hoffman đã hoàn thành hầu hết các cảnh quay trước khi anh qua đời.
Ngày 18 tháng 4 năm 2014, nhà sản xuất Nina Jacobson thông báo rằng việc quay phim tại Atlanta mới bị dừng lại, một ngày sau đó đạo diễn Francis Lawrence tiết lộ về việc rời công việc sản xuất tới châu Âu. Tin tức cho rằng họ sẽ quay cảnh chiến đấu tại Paris và tại Sân bay Berlin Tempelhof của Berlin. Đoàn phim bắt đầu thực hiện các cảnh quay trên đường phố Paris và trong thành phố Ivry-sur-Seine vào ngày 7 tháng 5, nơi Lawrence và Hemsworth bị bắt gặp đang quay một vài cảnh quay khác.
Ngày 9 tháng 5, việc quay phim được tiến hành tại Noisy le Grand, Paris nơi Lawrence, Hemsworth, Hutcherson, và Claflin bị bắt gặp khi đang quay một cảnh quay tái tạo lại thế giới Panem. Đây cũng là địa điểm mà bộ phim Brazil được quay vào năm 1984.

### Trang phục
Christian Cordella, người làm trang phục cho bộ phim đầu tiên, trở lại với việc phác thảo trang phục cho Quận 13.

## Âm nhạc
Phần âm nhạc được thực hiện tương phản với sự tối tăm của nội dung bộ phim. Vào ngày 9 tháng 10 năm 2014, đội hợp xướng Trinity School được công bố là sẽ thu âm một vài bài hát cho phần nhạc nền của bộ phim, vốn được biên soạn bởi James Newton Howard. Jennifer Lawrence biểu diễn phiên bản phim của bài hát "The Hanging Tree", một bài hát nằm trong cuốn tiểu thuyết, dù cho cô khá là lo sợ và thậm chí là đã khóc khi phải hát nó. Đến chiều ngày 25 tháng 11 năm 2014, bài hát đã xếp thứ tư trên bảng xếp hạng iTunes top 150 của Apple. "The Hanging Tree" ngoài ra cũng đạt vị trí quán quân trên bảng xếp hạng của Áo và Hungary, đồng thời đạt vị trí cao nhất là 12 trên bảng Billboard Hot 100 của Mỹ.

### Nhạc nền
| STT | Nhan đề                                            | Phổ lời         | Phổ nhạc                         | Thời lượng |
| --- | -------------------------------------------------- | --------------- | -------------------------------- | ---------- |
| 1.  | "The Mockingjay"                                   |                 |                                  | 2:39       |
| 2.  | "Remind Her Who the Enemy Is"                      |                 |                                  | 2:29       |
| 3.  | "District 12"                                      |                 |                                  | 3:23       |
| 4.  | "Snow's Speech"                                    |                 |                                  | 3:32       |
| 5.  | "Please Welcome Peeta"                             |                 |                                  | 3:53       |
| 6.  | "Katniss' Nightmare"                               |                 |                                  | 2:06       |
| 7.  | "The Arsenal"                                      |                 |                                  | 3:54       |
| 8.  | "Incoming Bombers"                                 |                 |                                  | 4:33       |
| 9.  | "Don't Be a Fool Katniss"                          |                 |                                  | 1:40       |
| 10. | "District 12 Ruins"                                |                 |                                  | 3:38       |
| 11. | "The Hanging Tree" (hợp tác với Jennifer Lawrence) | Suzanne Collins | Jeremiah Fraites, Wesley Schultz | 3:38       |
| 12. | "Peeta's Broadcast"                                |                 |                                  | 1:45       |
| 13. | "Air Raid Drill"                                   |                 |                                  | 4:31       |
| 14. | "It's Gonna Be a Long Night"                       |                 |                                  | 2:26       |
| 15. | "Taunting the Cat"                                 |                 |                                  | 2:08       |
| 16. | "White Roses"                                      |                 |                                  | 3:25       |
| 17. | "District 8 Hospital"                              |                 |                                  | 2:07       |
| 18. | "The Broadcast"                                    |                 |                                  | 1:11       |
| 19. | "Jamming the Capitol"                              |                 |                                  | 3:27       |
| 20. | "Inside the Tribute Center"                        |                 |                                  | 3:44       |
| 21. | "Put Me on the Air"                                |                 |                                  | 3:10       |
| 22. | "They're Back"                                     |                 |                                  | 2:47       |
| 23. | "Victory"                                          |                 |                                  | 2:54       |

## Phát hành
The Hunger Games: Húng nhại – Phần 1 được phát hành vào ngày 19 tháng 11 năm 2014, tại 9 thị trường bao gồm Pháp, Scandinavia và Brazil, và sau đó mở rộng thêm 59 quốc gia nữa vào ngày 20 tháng 11 năm 2014, bao gồm Liên hiệp Anh, Đức, Úc, Ý, Mexico, Hàn Quốc và Việt Nam. Với thêm 17 khu vực vào ngày 21 tháng 11 năm 2014 trong đó có Mỹ, con số phát hành lên tới tổng cộng 85 thị trường, trở thành bộ phim có số phát hành lớn nhất năm và cũng là lần phát hành rộng nhất của Lionsgate từ trước đến nay. Bộ phim được phát hành tại Trung Quốc vào ngày 8 tháng 2 năm 2015 trên cả hai định dạng 2D và 3D, trở thành bộ phim đầu tiên trong loạt phim được phát hành dưới định dạng 3D và được ra mắt tại trên 4,000 rạp chiếu.

### Phát hành đĩa
The Hunger Games: Húng nhại – Phần 1 được phát hành dưới định dạng phim số Digital HD vào ngày 17 tháng 2 năm 2015, và sau đó là định dạng Blu-ray/DVD vào ngày 6 tháng 3 năm 2015.

## Giải thưởng và đề cử
| Giải thưởng                             | Hạng mục                                          | Đề cử                                             | Kết quả      |
| --------------------------------------- | ------------------------------------------------- | ------------------------------------------------- | ------------ |
| Black Reel Awards                       | Trình diễn đột phá – Nữ                           | Patina Miller                                     | Chưa công bố |
| Giải chọn lựa của các nhà phê bình phim | Nữ diễn viên xuất sắc nhất trong phim hành động   | Jennifer Lawrence                                 | Đề cử        |
| Giải chọn lựa của các nhà phê bình phim | Bài hát hay nhất                                  | "Yellow Flicker Beat" - Lorde                     | Đề cử        |
| Giải Quả cầu vàng                       | Ca khúc trong phim hay nhất – Phim điện ảnh       | "Yellow Flicker Beat" - Lorde                     | Đề cử        |
| Women Film Critics Circle               | Hình ảnh phụ nữ xuất sắc nhất trong phim điện ảnh | Hình ảnh phụ nữ xuất sắc nhất trong phim điện ảnh | Đoạt giải    |
| Kid's Choice Awards                     | Nhân vật phản diện yêu thích                      | Donald Sutherland                                 | Chưa công bố |
| Kid's Choice Awards                     | Phim điện ảnh yêu thích                           | The Hunger Games: Húng nhại – Phần 1              | Chưa công bố |
| Kid's Choice Awards                     | Ngôi sao hành động nam được yêu thích             | Liam Hemsworth                                    | Chưa công bố |
| Kid's Choice Awards                     | Ngôi sao hành động nữ được yêu thích              | Jennifer Lawrence                                 | Chưa công bố |
| Giải Điện ảnh của MTV                   | Phim điện ảnh của năm                             | The Hunger Games: Húng nhại – Phần 1              | Chưa công bố |
| Giải Điện ảnh của MTV                   | Trình diễn nữ xuất sắc nhất                       | Jennifer Lawrence                                 | Chưa công bố |
| Giải Điện ảnh của MTV                   | Khoảnh khắc âm nhạc xuất sắc nhất                 | Jennifer Lawrence                                 | Chưa công bố |
| Giải Điện ảnh của MTV                   | Sự thay đổi trên màn ảnh xuất sắc nhất            | Elizabeth Banks                                   | Chưa công bố |
| Giải Sao Thổ                            | Phim khoa học viễn tưởng hay nhất                 | The Hunger Games: Húng nhại – Phần 1              | Chưa công bố |
| Giải Sao Thổ                            | Nữ diễn viên chính xuất sắc nhất                  | Jennifer Lawrence                                 | Chưa công bố |

## Phần tiếp theo
Lionsgate sẽ phát hành phần 2 của Húng nhại vào ngày 20 tháng 11 năm 2015.